# Franz Anton Martelli
Franz Anton Martelli   (1791 - 1791) fou un compositor del Classicisme que estrenà algunes òperes arreu d'Europa. De Martelli hi ha constància que fou mestre de capella de Münster de 1762 a 1770, i director musical a Donaueschingen (1762-1769) i que travà certa coneixença amb Mozart. A més de nombroses composicions orquestrals deixà les òperes següents: Die Reisenden nach Hollanden, Der Brauttag, Der Tempel der Dankbarkeit i Der Köenig Rabe.